# Hütet Euch vor leichten Frauen
Hütet Euch vor leichten Frauen ist ein deutsches Stummfilmmelodram aus dem Jahre 1929 von Siegfried Philippi mit André Mattoni als etwas naivem und ahnungslosen Jüngling, der in die Fänge einer ebenso weltstädtischen wie skrupellosen femme fatale, gespielt von Vivian Gibson, gerät.

## Handlung
Die Geschichte spielt in einem Provinzstädtchen unweit von Berlin. Dort steht das Hotel „Zur Goldenen Traube“, geführt von dem alten Wilhelm Hasse. Eines Tages hat die ebenso elegante wie etwas leichtfertige Berlinerin Margot Veroni in Hotelnähe eine Autopanne. Um die Zeit der Reparatur ihres Wagens zu überbrücken, kehrt Margot im Hotel ein. Hotelierssohn Walter ist von der Eleganz und Weltläufigkeit, die die mondäne Großstädterin auf ihn ausstrahlt, derart begeistert, dass er nur noch Augen für Margot hat. Dabei ist er bereits mit der ortsansässigen Gertrud Wehling verbandelt. 
Schließlich betrügt er seine Braut mit Margot und verliert im Schlafzimmer, wo er sich mit der leichtfertigen Berlinerin verlustiert hatte, den für Gertrud gedachten Verlobungsring. Doch, wie der Titel schon sagt, man hüte sich vor leichten Frauen, denn Margot will Walters Seitensprung für sich nutzen und setzt ihn mit seinem Seitensprung derart unter Druck, dass der dörfliche Einfaltspinsel keinen Ausweg mehr sieht, als sich das Leben nehmen zu wollen. Im letzten Augenblick kann ihn die Weisheit eines Älteren vor der Verzweiflungstat abhalten. Margot entschwindet aus der kleinstädtischen Idylle, und Gertrud verzeiht ihrem dümmlichen Verlobten.

## Produktionsnotizen
Gedreht im August 1929 im Berliner Jofa-Atelier, passierte Hütet Euch vor leichten Frauen die Filmzensur am 28. September desselben Jahres und wurde wohl wenig später (vermutlich im Oktober 1929) in der deutschen Provinz uraufgeführt. Die Berliner Premiere fand im Titania-Palast statt. Die Länge des mit Jugendverbot belegten Sechsakters betrug 2095 Meter. 
Produzent Gustav Althoff übernahm auch die Produktionsleitung, Alfred Kern die Aufnahmeleitung. Die kargen Filmbauten gestalteten Gustav A. Knauer und Willy Schiller.

## Kritiken
Die Filmkritik verlor über diese Allerweltsgeschichte kaum (und nur wenig lobende) Worte. Nachfolgend zwei Kritiken.

„Treu und bieder erzählt das alles das Drehbuch, ohne in den Verdacht zukommen, das Thema irgendwie originell angepackt zu haben. Auch die Regie bewegt sich auf den breiten Pfaden des herkömmlichen Durchschnitts, Eine gute Darstellung sorgen dafür, daß erträgliche Eindrücke herauskommen.“

„Obwohl weder aufwühlend, noch immer überzeugend, ist das Ganze mit einer gewissen Routine durchgearbeitet und nett gespielt. Da auch Aufmachung und Photographie befriedigen, für nicht allzu Anspruchsvolle ein guter Mittelfilm.“